# Коронавірусна хвороба 2019 в Ірландії
Спалах коронавірусної хвороби 2019 в Ірландії — це поширення пандемії коронавірусної хвороби 2019 на територію Ірландії. Перший випадок хвороби тут було зареєстровано 29 лютого 2020 року в Дубліні. Протягом трьох тижнів випадки хвороби підтверджені вже в усіх графствах країни. Епідемія хвороби вплинула на більшість аспектів суспільного життя країни. 12 березня уряд закрив усі школи, коледжі, дитячі заклади та культурні установи, та порадив скасувати масові зібрання. Скасоване святкування Дня святого Патрика, й уночі напередодні цього дня Тишех Ірландії Лео Варадкар звернувся до народу. 24 березня майже всі підприємства, торговельні та розважальні заклади, а також заклади сфери послуг, були закриті, дозволено збиратись групами не більше чотирьох осіб. За три дні, 27 березня, уряд затвердив розпорядження, яким всім жителям країни наказано не покидати своїх помешкань, заборонивши будь-які необов'язкові поїздки та контакти з людьми поза домом (включно сім'ю та партнерів). Літнім людям та особам з важкими хронічними захворюваннями рекомендовано взагалі не контактувати з особами поза домом, аж до підтримання коконування. Всі громадяни мали дотримуватися соціального дистанціювання. Поліція Ірландії отримала додаткові повноваження для контролю за дотриманням карантинних заходів, які неодноразово продовжувались до 18 травня.
Локдаун призвів до серйозного економічного спаду та значного зростання безробіття, а також спричинив негативний вплив на всі сектори економіки. Запроваджено спеціальну виплату у зв'язку з безробіттям, спричиненим пандемією COVID-19, та тимчасову схему субсидій на заробітну плату під час епідемії COVID-19. Скасовані екзамени на повну вищу освіту, неповну вищу освіту, а також літні курси ірландської мови в Гелтахті. Призупинене проведення Всеірландського чемпіонату з гельського футболу та всеірландського чемпіонату з герлінгу, а змагання в лізі гельського футболу залишились незавершеними. Уперше з 1940 року скасовано Дублінське кінне шоу. Скасовано також інші щорічні заходи, зокрема змагання Irish Tidy Towns Competition (уперше за його 62-річну історію), фестиваль «Троянда Тралі» (уперше за 61 рік), Національний конкурс з оранки, кінний ярмарок Баллінаслое, та дублінський ЛГБТ-Прайд.
Виконавча служба охорони здоров'я Ірландії розпочало кампанію залучення до боротьби з епідемією хвороби як кваліфікованих медичних працівників, так і немедичних працівників, для «служби на поклик Ірландії». Уряд 32-го скликання продовжував працювати протягом перших місяців пандемії, аж до призначення наступного уряду 27 червня. Дойл Ерен проводив засідання з меншою кількістю депутатів, а пізніше перебрався з місця свого традиційного перебування в Ленстер-хаусі до Конференц-центру Дубліна для полегшення дотримання депутатами соціального дистанціювання. Ерахтас прийняв екстрений законопроєкт, який дає право правоохоронним органам право на затримання, обмеження пересування та утримання людей у своїх помешканнях, для стримування поширення коронавірусної інфекції. Наступного тижня були прийняті ще кілька надзвичайних законів.
До середини квітня Національна група з надзвичайних ситуацій у галузі охорони здоров'я повідомляла, що темпи зростання кількості хворих були «настільки низькими, наскільки це потрібно», крива захворюваності згладилась, і піку захворюваності не спостерігається. Показники захворюваності та смертності за добу повільно зменшувались у червні та липні, проте з серпня рівень захворюваності почав зростати, спостерігалось значне зростання підтверджених випадків, найбільше випадків зареєстровано серед працівників м'ясопереробних підприємств, унаслідок чого введений тритижневий локдаун у трьох графствах.
20 жовтня Ірландія першою в ЄС повторно ввела локдаун через поширення вірусу. Було закрито магазини, крім тих, де продають товари першої необхідності, також закрито музеї, галереї та інші установи культури. Ресторанам і барам дозволено працювати на винос чи доставляти їжу.
26 грудня 2020 року перша партія з 10 тисяч доз вакцини «Pfizer»/«BioNTech» надійшла до Ірландії, вакцинація почалась 29 грудня.
У лютому 2021 року уряд вперше ввів правила тестування та карантину для прибуваючих до країни з-за кордону. Кількість інфікувань різко впала, і школи знову відкрилися в березні. Карантину поступово скасовували з травня 2021 року, але, на відміну від більшості країн Європи, заклади гостинності залишалися закритими. У липні 2021 року кількість хворих знову зросла внаслідок появи варіанту Дельта, але смертей було менше. Заклади гостинності в приміщенні знову відкрилася за суворими карантинними правилами, а щеплення пришвидшилися. Незважаючи на високий рівень вакцинації в Ірландії, наприкінці 2021 року відбувся ще один сплеск внаслідок поширення варіанту Омікрон, коли повідомлялося про рекордну кількість випадків на добу. Підтвердження вакцинації або тест на коронавірус стало обов'язковим для входу в більшість закритих закладів, але з 20 грудня уряд запровадив ще одну комендантську годину для закладів гостинності. Кількість випадків хвороби різко скоротилася, і більшість обмежень, включаючи обов'язкове носіння масок і соціальне дистанціювання, було послаблено в січні та лютому 2022 року.
Станом на 12 лютого 2023 року міністерство охорони здоров'я країни повідомило про виявлення в країні 1701617 випадків хвороби та 8602 смертей від коронавірусної хвороби. Більш ніж 90 % померлих були старшими 65 років, значна частина з них також мали хронічні хвороби, або мешкали в будинках для престарілих. Станом на 7 березня 2021 року 375521 особа отримала першу дозу вакцини, а 150247 осіб отримали другу дозу, загальна кількість введених доз вакцин становила 525768.

## Статистика
Спостереження за випадками коронавірусної хвороби було інтегровано в існуючу національну систему комп'ютеризованої звітності про інфекційні хвороби (CIDR), оскільки 20 лютого 2020 року COVID-19 став хворобою, після виявлення якої необхідно подавати спеціальне повідомлення. CIDR — це назва інформаційної системи, що використовується для управління спостереження та контролем за інфекційними захворюваннями в Ірландії як на регіональному, так і на національному рівні. Щоденні епідеміологічні звіти про перебіг епідемії коронавірусної хвороби готуються центром нагляду за охороною здоров'я для Національної групи з надзвичайних ситуацій у галузі охорони здоров'я. Додаткову інформацію, включаючи рецидиви хвороби, про що оголошено 10 квітня 2020 року, надає керівник служби охорони здоров'я у щоденних звітах.
На 7 листопада міністерство охорони здоров'я Ірландії повідомило про 64855 випадків хвороби в країні, та 1945 померлих від коронавірусної хвороби; показник захворюваності складав 13083 випадків на мільйон жителів, 392 смертей на мільйон жителів, та 346109 тестів на мільйон жителів країни.
У лютому 2022 року Центр спостереження за охороною здоров'я запустив свою епідеміологію COVID-19 в центрі даних Ірландії. «Data Hub» надав останні дані щодо випадків, смертей і спалахів в Ірландії.

## Хронологія

### 2020

#### Перша хвиля, карантин (лютий-травень)
Національна група з питань надзвичайних ситуацій у галузі охорони здоров'я (NPHET), що входить до міністерства охорони здоров'я країни, розпочала моніторинг поширення коронавірусу ще до того, як було підтверджено перші випадки хвороби в Ірландії. За повідомленням «The Irish Times», NPHET для COVID-19 створено ще 27 січня 2020 року. Група продовжила активну роботу після виявлення коронавірусної хвороби в Ірландії для координації національних заходів з боротьби з поширенням хвороби. 5 лютого відбулась зустріч фахівців з коронавірусної хвороби NPHET із керівником національної вірусологічної лабораторії при Університетському коледжі Дубліна.
Наприкінці лютого міністерство охорони здоров'я повідомило, що Ірландія поки що стримує потрапляння коронавірусу до країни, хоча вже проводяться щоденні брифінги для засобів масової інформації на цю тему з головним медичним працівником Тоні Холоханом.
20 лютого коронавірусна хвороба 2019 додана до переліку хвороб, законодавчо закріпленого в Ірландії, щодо яких необхідно подавати екстрене повідомлення. Медики або керівники лабораторій, дізнавшись про хворобу, випадок якої вимагає подачі повідомлення, повинні повідомити про це відповідального медичного працівника охорони здоров'я (директора закладу охорони здоров'я або уповноваженого), який повинен повідомити про це Центр нагляду за охороною здоров'я.
27 лютого повідомлено про перший випадок хвороби на острові Ірландія — жінку з Белфаста, яка поверталась з Північної Італії через аеропорт Дубліна. Через два дні, 29 лютого, повідомлено про перший підтверджений випадок в Ірландській Республіці в студента зі сходу країни, який повернувся з Північної Італії. Владні структури видали розпорядження про закриття навчального закладу, де навчався хворий, з профілактичною метою.. Урядові структури не повідомляли назви навчального закладу, проте в газеті «Irish Examiner» з'явилась копія твіттера листа, який учень надіслав батькам, інформуючи їх про закриття.
11 березня від коронавірусної хвороби помер хворий похилого віку в лікарні міста Нейс в графстві Кілдер, що стало першим випадком смерті від коронавірусної хвороби в країні.
12 березня тишех Лео Варадкар оголосив про закриття всіх шкіл, коледжів та дитячих дошкільних закладів до 29 березня. Це повідомлення опубліковано наступного дня після того, як Всесвітня організація охорони здоров'я офіційно заявила, що спалах коронавірусної хвороби є пандемією, і воно також ознаменувало перехід Ірландії з фази попередження поширення інфекції до фази стримування поширення коронавірусної хвороби (стратегія, яку міністерство тишеха підтвердило лише за три дні до цього).
15 березня уряд Ірландії своїм розпорядженням закрив усі бари та заклади громадського користування в країні, а також закликав населення країни відмовитись від проведення домашніх вечірок.
18 березня Національна група з надзвичайних ситуацій у галузі охорони здоров'я опублікувала детальну інформацію про статистику госпіталізованих, віковий діапазон хворих, поширення COVID-19 за округами та випадки серед медичних працівників. Згідно цього документу, коронавірусна хвороба не зареєстрована в 3 графствах з 26 — Ліїш, Літрім та Монахан.
26 березня підтверджено 255 випадків, померли 10 хворих, унаслідок чого загальна кількість випадків хвороби зросла до 1819, а кількість померлих до 19, загальна кількість випадків за останню добу зросла більш ніж у 2 рази у порівнянні з попереднім днем. За словами головного медичного працівника Холохана, більшість смертей сталася в «інституційних установах», тобто в лікарнях та будинках престарілих. З цього часу смертність у країні почала різко зростати.
27 березня у країні зареєстровано 302 нові випадки, 3 хворих померли, унаслідок чого загальна кількість підтверджених випадків та смертей зросли до 2121 та 22 відповідно. Серед померлих зареєстровано перший в країні випадок смерті медичного працівника, яка сталась у східній частині країни. Тишех Лео Варадкар оголосив про введення загальнонаціонального домашнього карантину із низкою інших заходів, які він підсумував як заклик «Залишайтеся вдома». Представники уряду прокоментували це рішення керівника уряду як початок більш інтенсивного етапу в боротьбі з COVID-19. Заходи, які збіглися з різким збільшенням кількості померлих, були також реакцією на збільшення заповненості відділень інтенсивної терапії важкими хворими та спроба знизити цю кількість до досягнення оптимальної заповненості відділень.
1 квітня повідомлено, що головний медичний спеціаліст Тоні Холохан, який мав симптоми хвороби під час прес-конференції напередодні ввечері, потрапив до лікарні з причин, не пов'язаних з коронавірусною хворобою; Ронан Глінн (заступник головного медичного директора та начальник відділу охорони здоров'я міністерства охорони здоров'я) взяв на себе виконання його обов'язків.
10 квітня повідомлено, що існувала розбіжність між кількістю випадків, підтверджених міністерством охорони здоров'я Ірландії та Європейським центром з профілактики та контролю захворюваності, у зв'язку з тим, що частина тестів направлені до Німеччини для аналізу для усунення відставання з отриманням результатів тестувань в Ірландії. Тишех Лео Варадкар повідомив, що карантинні заходи, введені 27 березня, будуть продовжені принаймні до 5 травня.
14 квітня міністр охорони здоров'я Саймон Гарріс повідомив, що до Німеччини було відправлено від 25 до 30 тисяч тестів і більше половини результатів повернуто до країни, а решта повинні повернути до наступного тижня. Національна група з надзвичайних ситуацій у галузі охорони здоров'я заявила, що існувала б реальна небезпека другої хвилі випадків коронавірусної хвороби, якщо зміна обмежень була б зроблена неправильно.
15 квітня зареєстровано 657 нових випадків хвороби, а також додатково 411 випадків із давно проведених тестів, які відправлялись у лабораторію в Німеччині, також повідомлено про 38 смертей за останню добу, внаслідок чого загальна кількість випадків зросла до 12547, кількість померлих зросла до 444. Серед померлих наймолодшим хворим, який на той час помер в країні, був 23-річний чоловік. Також цього дня прес-секретар Ірландської лікарняної групи підтвердив смерть двох медичних працівників, чоловіка та жінки, в одній лікарні в Кілкенні, чоловік помер вдома, а жінка померла лікарні того ж дня.
16 квітня Національна група з питань надзвичайних ситуацій у галузі охорони здоров'я повідомила, що локдаун та інші заходи призвели до темпів поширення хвороби «настільки низьких, наскільки це потрібно», та був «майже нульовим».
21 квітня головний медичний спеціаліст Холохан повідомив, що у країні одужало 8377 хворих, а 856 хворих виписано з лікарні. Він також повідомив, що крива випадків хвороби згладилася, і що пік епідемії ще не настав.
29 квітня в країні зареєстровано 376 нових випадків хвороби та 31 померлих, на кінець квітня загальна кількість випадків зросла до 20253, загальна кількість померлих зросла до 1190. Головний медичний спеціаліст Холохан заявив: «Ми підрахували, що станом на 25 квітня в країні одужали 12222 хворих COVID-19 (64 %). 1164 випадки (6 %) були виписані з лікарень, що дає нам загальний рівень одужання після коронавірусної хвороби у 70 %».

#### Травень—серпень
1 травня тишех Лео Варадкар оголосив про продовження чинних обмежень на період як мінімум до 18 травня. Урядом прийнята дорожня карта щодо пом'якшення карантинних обмежень в Ірландії, що включає п'ять етапів, яка згодом опублікована в Інтернеті.
15 травня головний медичний спеціаліст Тоні Холохан повідомив, що в 7 дітей в Ірландії виявлено синдром мультисистемного запалення в дітей і підлітків, нової хвороби, асоційованої з COVID-19. Уряд Ірландії підтвердив, що перший етап пом'якшення карантинних обмежень, спричинених епідемією COVID-19, розпочнеться у понеділок 18 травня. Серед історичних пам'яток, доступ до яких відновлено на першому етапі, були абатство Конг, Фармлі, замок Кілкенні, Нокнарі, Ірландський національний ботанічний сад та замок Трім.
За період з 16 до 17 травня в Ірландії зареєстровано 156 нових випадків хвороби та 25 смертей, унаслідок чого кількість випадків у країні зросла до 24122, а кількість померлих зросла до 1543. На цей момент кількість випадків хвороби та смертність почали сповільнюватися.
18 травня розпочалася дія урядової дорожньої карти щодо пом'якшення карантинних обмежень під час епідемії COVID-19.
31 травня в країні зареєстровано 66 нових випадків хвороби та 2 випадки смерті, на кінець травня кількість нових випадків зросла до 24990, кількість смертей зросла до 1652.
5 червня тишех Лео Варадкар оголосив про ряд змін до урядової дорожньої карти щодо пом'якшення карантинних обмежень щодо COVID-19 в Ірландії, які він охарактеризував як: «Залишайтеся на місці». Уряд Ірландії підтвердив, що «фаза два плюс» ослаблення карантинних обмежень щодо COVID-19 розпочнеться в понеділок 8 червня.
19 червня тишех Лео Варадкар оголосив про подальші зміни урядової дорожньої карти з запланованим відкриттям 29 червня перукарень, салонів краси, тренажерних залів, кінотеатрів та церков.
29 червня розпочався третій етап урядової дорожньої карти щодо пом'якшення карантинних обмежень щодо COVID-19. Відкрито низку закладів, включаючи всі паби, де подають страви, кафе, ресторани, готелі, перукарні, салони краси та визначні туристичні пам'ятки.
30 червня зареєстровано 11 нових випадків хвороби та 1 смерть, на кінець червня в країні зареєстровано 25473 випадків хвороби та 1736 смертей.
7 липня керівник служби охорони здоров'я запустив програму відстеження контактів «COVID Tracker», яка використовує технологію ENS та Bluetooth для відстеження хворих, якщо користувач перебуває близько від іншого користувача, шляхом обміну анонімними кодами, причому в перші два дні після запуску цей додаток мав понад 2 мільйони завантажень.
Четверта фаза пом'якшення карантинних обмежень щодо COVID-19 спочатку повинна була розпочатися 20 липня, але неодноразово переносилася аж до 31 серпня.
31 липня зареєстровано 38 нових випадків хвороби, за добу не зареєстровано жодної смерті, на кінець липня в країні зареєстровано 26065 випадків хвороби і 1763 смертей.
12 серпня повідомлено, що уряд Ірландії має намір відійти від фаз повторного реактивації економічного та суспільного життя країни, та має намір перейти на кольорову систему, заплановану національною групою з надзвичайних ситуацій у галузі охорони здоров'я, яка вказує, як округи, регіони та в цілому країна в даний час постраждала від COVID-19.

#### Серпень–грудень
7 серпня тишех Міхал Мартін повідомив про введення низки протиепідемічних заходів в графствах Кілдер, Ліїш та Оффалі у зв'язку зі значним збільшенням кількості випадків коронавірусної хвороби, які вступили в силу з опівночі цього дня та діятимуть протягом двох тижнів.
18 серпня, після засідання Кабінету міністрів в будинку уряду уряд Ірландії оголосив 6 нових заходів у зв'язку зі значним зростанням кількості випадків хвороби, які мали діяти до 15 вересня.
21 серпня уряд Ірландії повідомив, що карантинні обмеження щодо COVID-19 у графствах Ліїш та Оффалі скасовані, проте продовжені ще на два тижні в графстві Кілдер.
31 серпня уряд Ірландії повідомив про скасування карантинних обмежень щодо COVID-19 в графстві Кілдер з негайним його вступом в силу. За добу зареєстровано 53 випадки коронавірусної хвороби, протягом доби нових смертей не зареєстровано, загальна кількість на кінець серпня в країні склала 28811 випадків хвороби та 1777 смертей.
15 вересня голова нижньої палати парламенту Шон О'Ферхейл повідомив, що всі члени уряду будуть змушені обмежити своє пересування після того, як міністр охорони здоров'я Стівен Доннеллі відчув себе погано і зв'язався зі своїм лікуючим лікарем для проведення тестування на COVID-19. Відразу після 21:00 було оголошено, що в Доннеллі тест на COVID-19 був негативним, і що членам уряду більше не потрібно обмежувати своє пересування.
15 вересня уряд Ірландії оголосив середньостроковий план карантинних обмежень при COVID-19, який включає п'ять рівнів обмежень, причому вся країна знаходиться на рівні 2, встановлено додаткові обмеження в Дубліні, включно з відстрочкою відновлення роботи пабів, які не працюють на виніс.
18 вересня, після оголошення рішення урядову, тишех Міхал Мартін підтвердив, що Дублін переходить на обмеження рівня 3 з опівночі, які будуть діяти протягом трьох тижнів до 9 жовтня.
24 вересня тишех Міхал Мартін підтвердив, що графство Донегол перейде на обмеження 3 рівня з опівночі 25 вересня, яке буде діяти протягом трьох тижнів до 16 жовтня, а на території пабів на відкритому повітрі, які працюють на вивіз та доставку, може перебувати не більше ніж 15 осіб.
30 вересня в країні зареєстровано 429 нових випадків хвороби та 1 смерть, унаслідок чого загальна кількість на кінець вересня склала 36155 випадків хвороби та 1804 смертей.
4 жовтня у листі, направленому до уряду Ірландії, національна група з надзвичайних ситуацій у галузі охорони здоров'я після засідання групи під головуванням головного медичного спеціаліста Тоні Холохана рекомендувала встановити найвищий рівень обмежень для всієї країни — рівень 5, терміном на чотири тижні. 5 жовтня уряд відхилив рекомендацію національної групи встановити для всієї країни обмеження 5-го рівня, і замість цього перевів всі графства Ірландії на 3-й рівень карантинних обмежень щодо COVID-19 з посиленим дотриманням санітарних норм та заборону обслуговування у пабах та ресторанах усередині, які будуть діяти з опівночі 6 жовтня до щонайменше 27 жовтня.
14 жовтня уряд Ірландії погодив загальнонаціональну заборону на відвідування житлових помешкань інших осіб, які не мешкають у цьому будинку, з ночі на четвер 15 жовтня, за винятком поважних причин, зокрема догляд за дітьми та поховання померлих.
Після того, як 15 жовтня міністерство охорони здоров'я країни 15 жовтня зареєструвало 1205 випадків хвороби за добу, що стало найвищим показником з початку епідемії в країні, національна група з надзвичайних ситуацій у галузі охорони здоров'я рекомендувала уряду Ірландії перевести всю країну на карантинні обмеження 5 рівня на шість тижнів. 19 жовтня уряд Ірландії погодився перевести всю країну на карантинні обмеження 5 рівня з опівночі в середу 21 жовтня на шість тижнів до 1 грудня.
31 жовтня в країні зареєстровано 416 нових випадків хвороби та 5 смертей, на кінець жовтня в країні зареєстровано 61456 випадків та 1913 смертей.
27 листопада уряд Ірландії погодився на перехід до пом'якшення обмежень, включаючи поетапний перехід до обмежень 3 рівня на території всієї країни з опівночі вівторка 1 грудня, за рядом винятків, що вводяться до Різдва з 18 грудня.
30 листопада зареєстровано 306 нових випадків хвороби та 1 смерть, унаслідок чого загальна кількість випадків на кінець листопада склала 72544 випадків, на кінець листопада в країні зареєстровано 2053 смертей.

#### Грудень
З 1 грудня можуть відкритися усі заклади роздрібної торгівлі, перукарні, спортзали, центри дозвілля, музеї, галереї, бібліотеки, кінотеатри та культові споруди. Відвідування осіб, які проживають в інших квартирах, не дозволяється, крім тих, які знаходяться на одному поверсі в під'їзді. Жителі країни повинні залишатися в межах свого населеного пункту, окрім виїзду на роботу, до закладу освіти, або з іншою важливою метою. Захисну маску для обличчя рекомендується носити під час перебування на робочих місцях зі значним скупченням людей, культових спорудах, та в людних відкритих приміщеннях зі значним скупченням людей.
4 грудня Ірландія послабила карантин, було відновлено роботу готелів, ресторанів та пабів, це один з останніх етапів поступового відновлення роботи країни після шести тижнів ізоляції.
17 грудня національна група з питань надзвичайних ситуацій, рекомендувала уряду Ірландії скоротити період пом'якшених карантинних обмежень щодо COVID-19 з 18 грудня до кінця року у зв'язку зі зростанням кількості випадків коронавірусної хвороби.
21 грудня, виступаючи на прес-брифінгу щодо ситуації з COVID-19, голова Ірландської консультативної групи з епідеміологічного моделювання Філіп Нолан повідомив, що в Ірландії явно триває третя хвиля коронавірусної хвороби.
22 грудня уряд Ірландії погодився перевести всю країну на карантинні обмеження 5-го рівня з низкою коригувань від Різдва до 12 січня 2021 року. Відповідно до цих обмежень ресторани та інші заклади харчування 24 грудня на католицьке Різдво мають закритися о 15:00. Готелі можуть надавати гостям харчування та послуги бару лише після 15:00 напередодні Різдва. Готелі можуть відкритись для гостей лише у невідкладних випадках після 26 грудня. До 26 грудня дозволено відвідувати ще два домогосподарства, з 27 грудня можна буде відвідувати лише одне домогосподарство. З 1 січня взагалі заборонено відвідування інших помешкань, за винятком відвідування траурних церемоній, догляду за хворими або за дітьми. Роздрібна торгівля товарами, які не є життєво необхідними, залишатиметься відкритою, але магазини попросять відкласти проведення різноманітних торгових акцій у січні. Після 26 грудня не дозволено поїздки за межі округу. Заклади сфери обслуговування, включно з перукарнями та салонами краси, будуть закриті. Тренажерні зали, розважальні центри та басейни залишатимуться відкритими лише для індивідуальних тренувань. Школи повернуться до занять у звичайному режимі в січні після різдвяних канікул. Обмеження на транспортне сполучення з Великою Британією залишатимуться чинними до 31 грудня.
23 грудня голова експертної консультативної групи з питань коронавірусу Ірландії Сілліан де Гаскун у повідомленні національної групи з надзвичайних ситуацій у галузі охорони здоров'я оголосив, що новий варіант коронавірусу, який нещодавно виявлений у Великій Британії, знайдений при аналізі зразків в Ірландії в зразках біоматеріалу, проаналізованих у вихідні дні. За два дні, на Різдво, головний медичний спеціаліст Тоні Холохан офіційно підтвердив, що новий британський варіант COVID-19 був виявлений в Республіці Ірландія шляхом повного секвенування генома вірусу у Національній дослідницькій вірусологічній лабораторії в Університетському коледжі Дубліна.
30 грудня уряд Ірландії погодився перевести всю країну на повний локдаун з карантинними умовами 5 рівня з самої півночі 30 грудня до 31 січня 2021 року. Запроваджені наступні обмеження:
- Усі школи залишатимуться зачиненими після різдвяних канікул до 11 січня 2021 року. Дитячі заклади та ясла залишатимуться відкритими.
- Усі торговельні заклади та заклади сфери послуг, якщо вони не продають життєво важливі товари або не надають життєво важливих послуг, мають закритися з 18:00 31 грудня.
- Громадяни повинні залишатися вдома, за винятком роботи, навчання або у зв'язку з іншою невідкладною метою, цим особам буде дозволено пересування в радіусі 5 км від дому.
- Обмеження на транспортне сполучення з Великою Британією залишатимуться чинними до 6 січня 2021 року.

31 грудня зареєстровано 1620 нових випадків хвороби та 12 смертей, на кінець 2020 року зареєстровано 91779 випадків хвороби та 2237 смертей.

### 2021
2 січня було виявлено, що було близько 9 тисяч позитивних тестів на COVID-19 ще не введені до електронної реєстраційної системи у зв'язку з обмеженням в програмному забезпеченні, а також нестачі персоналу для перевірки та введення даних; що означає, що існує фактичний ліміт приблизно від 1700 до 2000 випадків, які можна реєструвати за добу.
6 січня уряд Ірландії погодив запровадження низку нових карантинних заходів, включно закриття всіх шкіл до лютого, а випускникам шкіл, які мають у цьому році здати екзамени на атестат про середню освіту, дозволено відвідувати школу протягом трьох днів на тиждень, зупинення всіх будівельних робіт о 18:00 8 січня, крім життєво важливих за певними винятками, вимога для всіх осіб, які прибувають з Великої Британії та ПАР, з 9 січня представити негативний ПЛР-тест на коронавірус, який отримали не більш ніж за 72 години до початку поїздки, та заборона торгівлі в приміщеннях для продажу товарів не першої необхідності. Пізніше уряд був змушений відмовитись від планів залишити учням старших класів право відвідування школи три дні на тиждень, і замість цього вони повернулися до навчання вдома разом з іншими учнями до лютого, після чого Асоціація вчителів середніх шкіл Ірландії наказала своїм членам не повертатися до навчання в приміщенні.
7 січня Національна група з питань надзвичайних ситуацій у галузі охорони здоров'я підтвердила, що відставання кількості випадків хвороби через затримку подання позитивних лабораторних результатів було усунуто.
8 січня в заяві Національної групи з надзвичайних ситуацій у галузі охорони здоров'я головний медичний спеціаліст Тоні Холохан підтвердив, що три випадки південноафриканського варіанту COVID-19 були виявлені в Ірландії шляхом секвенування геному, ці випадки виявлені в осіб, які повернулись з ПАР.
20 січня скасований другий рік поспіль парад на День святого Патрика в Дубліні.
Станом на 20 січня 2021 року на території Ірландії з початку епідемії зареєстровано 176839 випадків COVID-19, з них видужали 23364 хворих, наразі хворіють 150767.
26 січня уряд Ірландії оголосив про продовження карантинних обмежень 5 рівня до 5 березня, а також запровадила низку нових заходів, включаючи обов'язковий 14-денний карантинний період для всіх осіб, які приїздять до країни без негативного тесту на COVID-19, включаючи всіх осіб з Бразилії та ПАР.
26 січня головний медичний спеціаліст Тоні Холохан підтвердив, що в Ірландії виявлено ще 6 випадків південноафриканського варіанту COVID-19.
30 січня головний медичний спеціаліст Тоні Холохан повідомив, що за один місяць було підтверджено більше випадків, ніж за весь 2020 рік, у січні в країні зареєстровано понад 1000 смертей та понад 100 тисяч випадків хвороби. Того ж дня директор Національної вірусологічної лабораторії Кіліан де Гаскун заявив, що в Ірландії не було значної передачі південноафриканського варіанту COVID-19, хоча й були випадки виявлення цього варіанту вірусу.
31 січня в країні зареєстровано 1247 нових випадків хвороби та 15 смертей, на кінець січня в країні зареєстровано 196547 випадків хвороби та 3307 смертей.
10 лютого Всесвітня організація охорони здоров'я високо оцінила вихід Ірландії з третьої хвилі COVID-19, але попередила про небезпеку четвертої хвилі пандемії.
23 лютого уряд опублікував свій новий переглянутий план «Життя з COVID-19», який передбачав поетапне відкриття шкіл і дитячих садків, а також продовження виплати з безробіття через пандемію COVID-19 і програми субсидування заробітної плати. 24 лютого уряд Ірландії продовжив локдаун в країні до квітня. 27 лютого в Ірландії пройшли протести через локдаун, є затримані та постраждалі
28 лютого Ірландія офіційно відзначила рік після підтвердження першого випадку COVID-19 в країні 29 лютого 2020 року. Того дня було зареєстровано ще 612 випадків і 6 смертей, в результаті чого загальна кількість випадків на кінець лютого склала 219592 і 4319 смертей.
7 червня в Ірландії було пом'якшено локдаун, відкрито паби, ресторани та кінотеатри.
Обмеження щодо COVID-19 почали пом'якшувати протягом літа, незважаючи на появу варіанту Дельта в червні. До 24 червня в Ірландії було виявлено 210 випадків дельта-варіанту.
29 червня, внаслідок швидкого зростання захворюваності на варіант Дельта, уряд оголосив, що заплановане відновлення роботи ресторанів і пабів у закритих приміщеннях 5 липня буде відкладено принаймні до 19 липня, коли буде створена та запроваджено система перевірки вакцинації чи імунітету, а з липня весільні торжества буде дозволено проводити в кількості не більше 50 гостей.
У липні кількість випадків хвороби знову зросла, що було спричинено варіантом Дельта.
Осіб, які чекали на повну вакцинацію, закликали «вжити всіх запобіжних заходів», причому найбільше випадків захворювання було зареєстровано серед вікових когорт 16–34 років, що є значним зрушенням у порівнянні з попередніми хвилями. 17 липня було зареєстровано ще 1377 випадків, що стало найвищим показником за 6 місяців.
Незважаючи на збільшення кількості випадків хвороби, уряд погодився з тим, що в понеділок, 26 липня, можна відновити обслуговування в пабах і ресторанах для повністю вакцинованих і тих, хто одужав від COVID-19, після того, як президент Майкл Гіґґінс підписав закон, що ґрунтується на вступі в дію нових вказівок.
У липні було запроваджено вакцинацію підлітків віком 12-15 років. Станом на 20 вересня в Ірландії було вакциновано 90 % дорослого населення країни.
14 вересня головний медичний спеціаліст Тоні Холохан попередив, що нові обмеження проти COVID-19 не можна виключати, та «вони можуть знадобитися в майбутньому», незважаючи на дуже високий рівень вакцинації проти COVID-19.
Кількість випадків хвороби розпочала зростати в жовтні, 8 жовтня було зареєстровано 2002 випадки хвороби за день. Обмеження, які залишилися через COVID-19, включаючи відновлення роботи нічних клубів і вимоги щодо соціального дистанціювання, носіння масок і сертифікатів про вакцинацію, мали бути послаблені 22 жовтня.
19 жовтня уряд оголосив, що нічним клубам дозволено відновити роботу 22 жовтня, але сертифікати вакцинації, соціальне дистанціювання та заходи щодо носіння масок залишаться в силі. Було зареєстровано ще 2399 випадків хвороби, що стало найвищим показником за добу з 22 січня. Того дня, коли нічні клуби знову відкрилися, було зареєстровано ще 2466 випадків, що стало найвищим показником з 21 січня.
11 листопада 14-річний підліток став наймолодшою особою в Ірландії, яка померла від COVID-19. Наступного дня було зареєстровано 5483 випадки хвороби. 20 листопада було зареєстровано ще 5959 випадків. 20 листопада було зареєстровано ще 5959 випадків хвороби.
27 листопада Консультативна група з епідеміологічного моделювання NPHET розпочала засідання для моніторингу ситуації з варіантом Омікрон у Європі та почала розгляд подальших необхідних заходів.
30 листопада було зареєстровано ще 5471 випадок хвороби, що довело загальну кількість випадків до 570115 випадків і 5652 смертей.
1 грудня варіант Омікрон з'явився в Ірландії. Від 3 грудня обмеження, пов'язані з COVID-19, було знову запроваджено на тлі занепокоєння щодо варіанту Омікрон: нічні клуби були закриті, бари та ресторани повернуться до перебування 6 дорослих за столиком, заборонено бронювання кількох столиків, культурні та спортивні заходи в приміщеннях можуть відбуватися на 50 % потужності, щонайбільше 4 домогосподарствам дозволено зустрічатися в приміщенні, а вимога щодо сертифікатів вакцинації поширена на спортзали, центри дозвілля та готельні бари.
9 грудня офіційні особи охорони здоров'я оголосили, що було виявлено ще 5 випадків варіанту Омікрон, загальна кількість випадків, які були виявлені в Ірландії після повного секвенування геному, зросла до 6. 12 грудня було виявлено ще 4 випадки цього варіанту, загальну кількість ідентифікованих випадків варіанту зросла до 10. Випадки зараження варіантом Омікрон продовжували стрімко зростати. 15 грудня головний медичний спеціаліст Тоні Холохан закликав населення країни вжити застережних заходів, щоб уникнути ізоляції на Різдво.
Центр спостереження за охороною здоров'я Ірландії повідомив, що п'ята хвиля COVID-19 розпочалась в Ірландії 19 грудня.
20 грудня в країні було введено комендантську годину. 20 грудня на різдвяний період були запроваджені додаткові обмеження через COVID-19 із закриттям барів, ресторанів, концертних залів, кінотеатрів і театрів о 20:00. Наступного дня було зареєстровано ще 7333 випадки, що є найбільшим показником з початку січня. 19 грудня варіант Омікрон став домінуючим варіантом в Ірландії після того, як було підтверджено, що на той час 52 % випадків спричинені цим варіантом.
На Різдво було зареєстровано рекордні 13765 випадків хвороби, тоді як 29 грудня було зареєстровано ще 16428 випадків. Головний медичний працівник Тоні Холохан висловив стурбованість і заявив, що «кожна людина повинна вважати себе потенційно заразною». Наступного дня було зареєстровано рекордні 20554 випадки, та було підтверджено, що 92 % випадків того дня були спричинені варіантом Омікрон. Холохан закликав населення обмежити соціальні контакти та не влаштовувати зібрань удома у новорічну ніч, а міністр охорони здоров'я Стівен Доннеллі повідомив про нові рекомендації щодо тестування на COVID-19 та періоду ізоляції.
31 грудня було зареєстровано ще 20110 випадків хвороби, внаслідок чого на кінець 2021 року було зареєстровано 788559 випадків хвороби і 5912 смертей.

### 2022
У день Нового року було зареєстровано 23281 випадок хвороби, проте представники служби охорони здоров'я попереджали, що справжня кількість випадків, ймовірно, буде більшою через збільшення тиску на систему ПЛР-тестування. 8 січня було зареєстровано рекордні 26122 випадки хвороби – найбільша кількість випадків за день, зареєстрована з початку пандемії. Станом на 10 січня в країні загалом з початку пандемії було зареєстровано мільйон випадків хвороби, причому за перші 5 днів 2022 року було зареєстровано більше випадків, ніж за весь 2020 рік.
Захворюваність різко впала після піку 8 січня, а 21 січня тишех Міхал Мартін оголосив про пом'якшення майже всіх обмежень щодо COVID-19 із скасуванням вимог щодо сертифікатів вакцинації та соціального дистанціювання, обмежень на відвідування домогосподарств та обмеження місткості для закритих приміщень, і обмежень на заходи на відкритому повітрі припинити, знову відкрити нічні клуби, а паби та ресторани могли відновити звичайний робочий час, залишаться правила щодо ізоляції та носіння масок у певних місцях. Решту обмежень було погоджено скасувати з 28 лютого, наявність масок у школах, закритих торговельних центрах і громадському транспорті буде добровільною, обмеження в школах скасовано, а кількість тестування буде скорочено, а також було погоджено розформувати Національну групу з надзвичайних ситуацій в охороні здоров'я.
До березня 2022 року кількість випадків хвороби та госпіталізацій знову почали збільшуватися, оскільки Ірландія увійшла в нову хвилю варіанту Омікрон. Незважаючи на це, після дворічної відсутності через COVID-19 по всій країні відбулися святкування Дня Святого Патрика, під час яких близько 400 тисяч осіб відвідали свято в Дубліні. 21 березня статистика показала, що 63954 особи дали позитивний результат на COVID-19 з Дня Святого Патріка. ВООЗ заявила, що Ірландія пом'якшила обмеження надто «жорстко», і зараз спостерігає сплеск випадків хвороби.
За кілька днів Тоні Холохан повідомив, що він піде у відставку з посади головного медичного спеціаліста 1 липня після призначення на нову посаду в Триніті-коледжі Дубліна. Це спричинило кілька днів суперечок, і в результаті Холохан оголосив, що піде на пенсію з посади головного медичного спеціаліста 1 липня, і не обійматиме заплановану академічну посаду в Триніті-коледжі.
27 березня госпіталізація досягла найвищого рівня за 14 місяців із 1569 хворими на COVID-19. Через 2 дні міністр охорони здоров'я Стівен Доннеллі заявив, що немає жодних планів щодо повторного запровадження обмежень, незважаючи на те, що кількість випадків COVID-19, ймовірно, сягатиме «сотень тисяч» на тиждень, а також сказав, що на той день на варіант Омікрон припадало близько 95 % випадків хвороби в Ірландії.
Нова консультативна група щодо COVID-19 у країні була створена 8 квітня 2022 року. На початку квітня кількість випадків почала зменшуватися, але залишалася високою. 16 квітня кількість госпіталізацій та перебування в реанімації продовжувала знижуватися до найнижчого рівня з 5 березня.
7 травня було підтверджено, що підваріант Омікрон BA.4 прибув до Ірландії протягом минулого тижня.
10 червня міністр охорони здоров'я Стівен Доннеллі закликав населення зробити ревакцинацію після того, як кількість госпіталізацій внаслідок COVID-19 почала зростати, а танайсте Лео Варадкар попередив про потенційну літню хвилю COVID-19.
Станом на 20 червня у лікарнях з приводу з COVID-19 перебувало 606 хворих, що на 153 більше, ніж за тиждень до цього. Головний клінічний директор епідеміологічної служби доктор Колм Генрі сказав, що він «дуже стурбований», тоді як вірусолог з Університетського коледжу Дубліна сказав, що вже занадто пізно знову запроваджувати обов'язкове носіння масок, додавши, що остання хвиля інфекції була «цілком передбачуваною».
Станом на липень 2022 року з початку пандемії в країні було зареєстровано 1628745 інфікувань і 7571 смертей, пов'язаних з коронавірусом.

## Вакцинація
1 грудня 2020 року уряд Ірландії схвалив попередню угоду про придбання 875000 доз вакцини проти COVID-19 виробництва компанії «Moderna».
15 грудня міністр охорони здоров'я Стівен Доннеллі оголосив урядову національну стратегію вакцинації проти COVID-19, яка окреслює план високого рівня країни щодо безпечної, ефективної та ефективної вакцинації всього населення Ірландії, забезпечуючи збереження здоров'я та добробуту населення країни. За три дні, 18 грудня, генеральний директор виконавчої служби охорони здоров'я Пол Рейд повідомив, що він очікує на отримання кількох сотень тисяч доз вакцин до кінця лютого 2021 року.
26 грудня, у День святого Стефана, перша партія з 10 тисяч доз вакцини проти COVID-19 виробництва «Pfizer»/«BioNTech» надійшла до Ірландської Республіки.
29 грудня 79-річна Енні Лінч стала першою людиною в Ірландії, яка отримала вакцину «Pfizer»/«BioNTech» проти COVID-19 у лікарні Сент-Джеймс у Дубліні, за три тижні у вівторок 19 січня 2021 року вона отримала другу дозу вакцини.
5 січня 2021 року 95-річна Мора Бірн стала першою особою з будинку престарілих в Ірландії, яка отримала вакцину «Pfizer»/«BioNTech» проти COVID-19, а Іван Малдун, консультант з інфекційних хвороб університетської лікарні Матер, став першим медичним працівником у країні, який отримав щеплення вакциною проти COVID-19. Того ж дня тишех Міхал Мартін повідомив, що до кінця лютого 2021 року буде вакциновано до 135 тисяч осіб по всій країні.
7 січня розпочалась доставка вакцини «Pfizer»/«BioNTech» проти COVID-19 у приватні та державні будинках престарілих по всій території країні, проведено щеплення у 22 будинках престарілих з 3 тисячами мешканців та персоналу.
Перша партія вакцини проти COVID-19 «Moderna» надійшла до Ірландії 12 січня. Близько 1800 медичних працівників отримали вакцину «Moderna» проти COVID-19 у трьох центрах масової вакцинації, які відкрилися 16 січня в Дубліні, Голвеї та Порт-Ліїше.
17 січня уряд звернувся щодо дострокових поставок вакцини проти COVID-19 виробництва Оксфорд-«AstraZeneca», і цього дня розпочались переговори щодо забезпечення дострокової доставки вакцини.
У доповіді уряду від 9 лютого 2021 року зазначалося, що вакцини від COVID-19 виробництва «AstraZeneca» не вистачає через затримку з отриманням очікуваної кількості доз. Було прийнято рішення щеплювати осіб старших 70 років вакцинами «Pfizer»/«BioNTech» або «Moderna». У доповіді додається, що протягом останніх тижнів також виникло занепокоєння щодо кількості вакцин, які «AstraZeneca» може виробляти для Європи.
15 лютого міністр охорони здоров'я Стівен Доннеллі повідомив місця розташування 37 центрів вакцинації у всіх графствах у рамках програми вакцинації проти COVID-19 в країні. Того ж дня вакцини офіційно включені до третьої когорти в списку пріоритетних вакцин в Ірландії, причому понад 80 тисяч осіб мали вакцинуватися проти COVID-19 у першу чергу.
Станом на 10 вересня 90 % дорослих в Ірландії були повністю вакциновані проти COVID-19.
Проведення вакцинації в Ірландії було визнано одним із найуспішніших у світі та посіла перше місце в Європейському Союзі за відсотком повністю вакцинованого дорослого населення, а також посідала перше місце в ЄС за кількість введених бустерних доз вакцини.
Програма бустерних доз розпочалася наприкінці вересня 2021 року, а друга та третя програми розпочалися протягом 2022 року.

## Тестування
Плануванням та проведенням тестувань в Ірландії керували співробітники Національної референтної вірусологічної лабораторії. Після отримання генетичної послідовності вірусу працівники лабораторії використовували його для проведення та перевірки аналізів у країні до отримання перших комерційних діагностичних наборів. Національна референтна вірусологічна лабораторія відіграла життєво важливу роль у ранньому виявленні випадків COVID-19 в Ірландії.
Для підтримки проведення тестування в країні було залучено кораблі військово-морських сил країни, зокрема «LÉ Samuel Beckett», «LÉ George Bernard Shaw» і «LÉ Niamh» (Дублін), «LÉ Eithne» (Корк) та «LÉ William Butler Yeats» (Голвей). 15 травня військово-морські сили завершили свою місію, та провівши 6 тисяч тестів, передала естафету армії (також в рамках операції «Фортітуд»); армія розпочала проведення тестувань на стадіоні «Авіва» за день до цього, кораблі військово-морських сил частково повернулись до місць свого базування, а частково залишились у місцях проведення тестувань для логістичної підтримки та зберігання тестувальних наборів.
Низка стадіонів для гельських ігор переобладнані на тимчасові центри тестування на коронавірус, зокрема «Кроук Парк» в Дубліні, «Парк І Хів» у Корку, «Новлан Парк» у Кілкенні, «Гелік Граунд» у Лімерику, та низка інших.
Після того, як низка працюючих громадян поскаржились на те, що центр громадського здоров'я спочатку інформував їх роботодавців про результати обстежень на коронавірус, а багатьох осіб уперше повідомив про результати тестування роботодавець, 19 травня центр громадського здоров'я заявив, що припинить це робити.
23 березня черга на тестування становила близько 40 тисяч людей, і середній час очікування тестування становив 4—5 днів. Міністр охорони здоров'я Саймон Гарріс заявив, що, можливо, доведеться запровадити пріоритетне тестування лише медичних працівників.
25 березня визначено пріоритетність тестування медичних працівників, і показання до направлення на тестування на коронавірус були звужені. Відтоді особа, яка слід провести тестування на COVID-19, повинна: або бути медичним працівником; або мати підвищену температуру тіла та мати принаймні ще один симптом COVID-19. З 28 квітня критерії тестування на коронавірус знову розширили, й до них включили осіб, які мають хоча б один із наступних симптомів: підвищення температури тіла, кашель, який нещодавно почався, або задишку.
Результати дослідження серопоширеності антитіл до SARS-CoV-2, які були оголошені в липні 2020 року, проведеного в графствах Дублін і Слайго, показали, що близько 1,7 % населення були інфіковані коронавірусом із приблизно однаковим рівнем інфікованості чоловіків і жінок у різних вікових групах. Опубліковані в жовтні результати показують, що у 18 % медичного персоналу, який зголосився взяти участь у дослідженні у великій дублінській лікарні — Університетській лікарні Таллахт, виявлено антитіла до SARS-CoV-2. Це показало набагато вищу серопоширеність антитіл до коронавірусу серед медичного персоналу, ніж серед загальної популяції.
На початку поширення коронавірусної хвороби в країні стали помітними проблеми з доступністю наборів для тестування та нестача одного з трьох реагентів, необхідних для завершення тестування на коронавірус (а саме того, що використовується на другій стадії тестування — екстракції). Нове обладнання було завезено в країну з-за кордону. Ще дві лабораторії розпочали тестування на коронавірус у середині квітня: установа «Enfer» в Саллінсі у графство Кілдер, та лабораторія міністерства сільського господарства, продовольства та морського господарства в Баквестоні. 10 квітня національна служба охорони здоров'я та національна референтна вірусологічна лабораторія повідомили про підписання контракту на постачання достатньої кількості реагенту для проведення 900 тисяч тестів, хоча директор національної референтної вірусологічної лабораторії Кілліан де Гаскун сказав, що цей реагент на той час не буде використовуватися на третьому етапі тестування, тому його кількість є достатньою. Матеріали, що постачаються компанією «Genomics Medicine Ireland Limited», надійшли до лабораторії «Enfer». Директор вірусологічної лабораторії також повідомив, що одночасно з цим оголошенням він «помилився» у попередньому місяці, коли сказав, що протягом декількох днів кількість тестів за добу зросте на кілька тисяч. Працівники лабораторії в місті Слайго розпочали виготовлення двох типів реагентів для тестування на COVID-19 для проведення тестувань на північному заході країни.

## Вплив епідемії

### Економіка
Як і в більшості країн світу, епідемія коронавірусної хвороби та спричинений нею карантин призвели до значного впливу на ірландську економіку, після чого вона увійшла в рецесію. Незважаючи на те, що майже в усіх секторах економіки скорочено робочі місця, в першу чергу через заклик перебувати вдома під час епідемії, найбільше постраждали робочі місця у сферах туризму, готельному бізнесі, закладах громадського харчування та роздрібної торгівлі.

### Соціальна сфера
Соціальні наслідки пандемії мали серйозні та далекосяжні наслідки для країни, оскільки необхідні були значні зусилля, щоб зупинити поширення хвороби, що зокрема призвело до серйозного впливу на політичне, релігійне, освітнє, мистецьке та спортивне життя в країні.
Скасовані екзамени на повну вищу освіту, неповну вищу освіту, а також літні курси ірландської мови в Гелтахті. Уперше з 1940 року скасовано Дублінське кінне шоу. Скасовано також інші щорічні заходи, зокрема змагання Irish Tidy Towns Competition (уперше за його 62-річну історію), фестиваль «Троянда Тралі» (уперше за 61 рік). Призупинене проведення Всеірландського чемпіонату з гельського футболу та всеірландського чемпіонату з герлінгу, які дограли в грудні. Національний конкурс з оранки та кінний ярмарок Баллінаслое проведені в пізніші терміни.